# Course
La Course è un fiume francese che scorre nel dipartimento del Passo di Calais, nella regione dell'Alta Francia, ed è affluente alla riva destra della Canche.

## Geografia
La Course nasce al livello dell'omonima frazione del comune di Doudeauville, all'altitudine di 124 metri, e dopo un percorso di 24,7 chilometri, confluisce nella Canche tra Attin e La Madelaine-sous-Montreuil all'altitudine di 5 metri 
Essa scorre da nordest verso il sudovest, passa per le due città di Desvres e Montreuil e attraversa i "laghi d'Amour" nel comune di Beussent.

### Comuni e cantoni attraversati
Nel solo dipartimento del Pas-de-Calais, la Course attraversa quindici comuni e quattro cantoni:
- da monte verso valle: Courset[3], Doudeauville (sorgente), Parenty, Bezinghem, Enquin-sur-Baillons, Beussent, Bernieulles[3], Inxent, Recques-sur-Course, Estréelles, Montcavrel, Estrée, Neuville-sous-Montreuil, Attin e La Madelaine-sous-Montreuil (confluenza).

In termini di cantoni, la Course nasce nel cantone di Samer, attraversa il cantone di Hucqueliers, il cantone di Étaples e confluisce nel cantone di Montreuil, il tutto negli arrondissement di Boulgne-sur-Mer e di Montreuil.

### Toponimi
L'affluente les Baillons ha dato il suo idronimo al comune di Enquin-sur-Baillons. La Course ha dato il suo idronimo ai due comuni di Recques-sur-Course e Courset.

### Bacino versante
La Course è nel bacino versante Canche, da a monte del confluente del Bras de bronne alla Manica (E541) per una superficie di 1310 km2.
La sua pendenza media del 4.7‰ ne fa un corso d'acqua rapido.

### Organismo gestionale
L'organismo gestionale è il Symcéa o sindacato misto Canche e affluenti, creato il 13 aprile 2000 per il SAGE, dopo aver cambiato denominazione in gennaio 2013.

## Affluenti
La Course possiede quattro affluenti e due rami:
- il torrente di Bezinghem o Carnoise secondo il SANDRE (rs) 2,5 km, sui due comuni di Bezinghem e Parenty[5].
- il torrente dei Baillons (rs) 9,6 km sui quattro comuni di Beussent, Enquin-sur-Baillons, Hucqueliers e Preures.
- il fiume dei Fontaines (rs) 3,3 km sui cinque comuni di Bernieulles, Beussent, Inxent, Recques-sur-Course e Montcavrel.
- la Bimoise (rs), 8,7 km sui cinque comuni di Alette, Bimont, Clenleu, Recques-sur-Course e Montcavrel.
- ----- il torrente di Bernieulles o Beussent secondo il SANDRE (rd), 2,9 km sui cinque comuni di Bernieulles, Beussent, Cormont, Inxent e Montcavrel[3][6].
- ----- Un ramo destro della Course detto "Fausse Course" (Falsa Course, rd) 2,9 km, attraversa i cinque comuni di Attin, Estrée, Estréelles, La Madelaine-sous-Montreuil e Neuville-sous-Montreuil.
- Un ramo sinistro La Paix Faite (rs), 1,2 km, attraversa i due comuni di Attin e Neuville-sous-Montreuil.

### Numero di Strahler
Dunque il numero di Strahler della Course è due.